# بیریم، نیوجرسی
بیریم (به انگلیسی: Byram Township) شهری در ایالت نیوجرسی کشور ایالات متحده آمریکا است که جمعیت آن در سرشماری سال ۲۰۱۰ میلادی، ۸٬۳۵۰ نفر بوده‌است.